# Jabalí de Erimanto

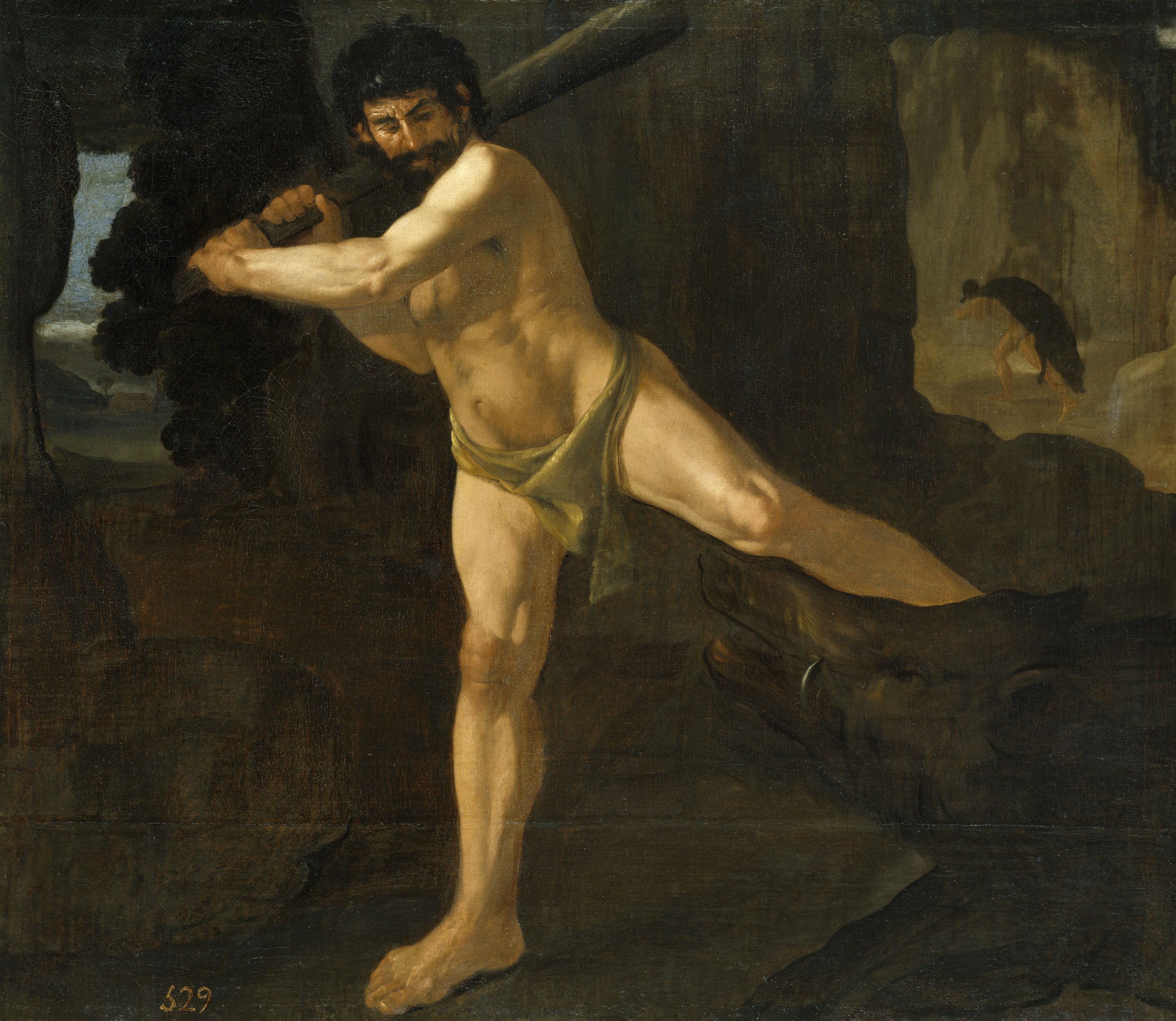
Heracles y el Jabalí de Erimanto, por Francisco de Zurbarán, 1634 (Museo del Prado).

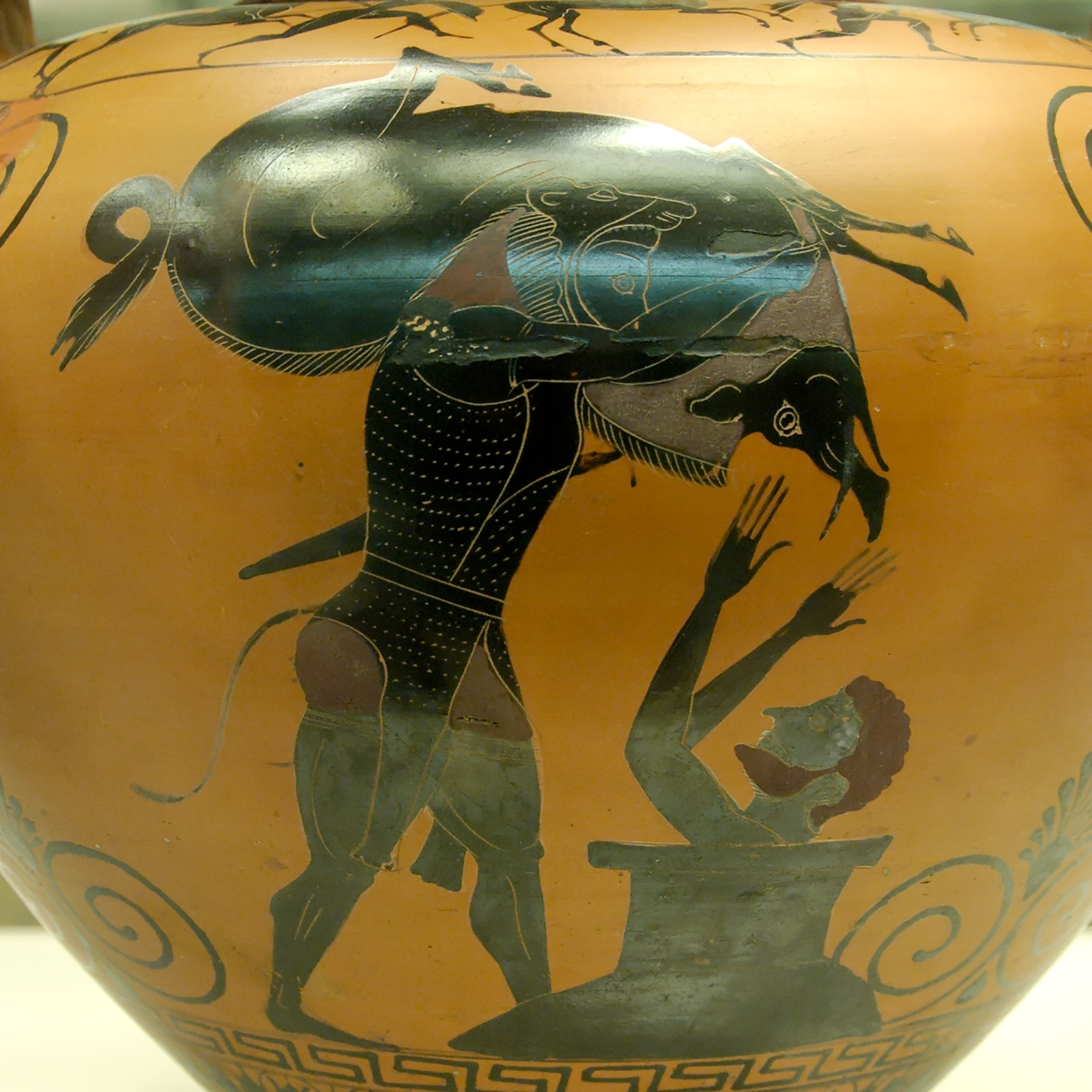
Cratera del, en la que se representa a Heracles cuando trae el jabalí de Erimanto a presencia de Euristeo quien, asustado, se oculta dentro de una tinaja.

En la mitología griega, el jabalí de Erimanto (ἐρυμάνθιος κάπρος / erymánthios kápros; latín: aper Erymanthius) era una criatura que causaba estragos en todo el contorno y que vivía en Erimanto, un monte de la Arcadia y la Élide (hoy se llama Olonos) y nombre, también, de un afluente del Alfeo (hoy Diminiza o Azicolos). Era un jabalí enorme que se alimentaba de hombres y de tal fuerza que con sus colmillos era capaz de arrancar árboles de raíz.

## El cuarto trabajo de Heracles
De camino a Erimanto, Heracles hizo una parada para visitar a su amigo el centauro Folo, quien en memoria de tiempos lejanos compartió con él su comida y su vino. Pero los otros centauros, al oler el vino que estaba especialmente reservado para ellos se enfurecieron de tal manera que atacaron a Heracles, quien primero los rechazó y luego con sus flechas envenenadas mató a varios de ellos mientras los demás se retiraban.
Mientras Heracles enterraba a sus víctimas, su amigo Folo sacó una de las flechas de Heracles y la examinó asombrado de que algo tan pequeño pudiese dar muerte a criaturas tan formidables, pero con tal torpeza que la flecha se le cayó hiriéndolo en un pie.
Cuando Heracles retomó el trabajo, encontró al jabalí y, persiguiéndolo durante varias horas, lo fue acorralando a una zona cubierta de nieve donde, saltando sobre su lomo, lo ató y se lo llevó a Micenas vivo, cargándolo sobre sus hombros. Al presentárselo a Euristeo, este tuvo miedo y se escondió en una tinaja de bronce. Existía la creencia de que los dientes de este jabalí se conservaban en el santuario de Apolo de Cumas. Cazar a esta enorme criatura fue el cuarto (tercero en algunas versiones) trabajo de los doce que Euristeo mandó realizar a Heracles.